# Rezerwat przyrody Čachtický hradný vrch
Rezerwat przyrody Čachtický hradný vrch (słow. Národná prírodná rezervácia Čachtický hradný vrch) – rezerwat przyrody w grupie górskiej Małe Karpaty w zachodniej Słowacji. Powierzchnia 56,17 ha. Na terenie rezerwatu obowiązuje 4. (w pięciostopniowej skali) stopień ochrony.

## Położenie
Rezerwat leży w granicach katastralnych wsi Čachtice i Višňové w powiecie Nowe Miasto nad Wagiem w kraju trenczyńskim. Obejmuje stoki wzgórza, na którym wznoszą się ruiny čachtickiego zamku.

## Historia
Rezerwat został powołany w 1964 r. na powierzchni 13,7 ha (1987: 23,41 ha). Nowelizowany rozporządzeniem Ministerstwa Środowiska Naturalnego Republiki Słowackiej nr 83/1993 z dnia 23 marca 1993 r. (z datą obowiązywania od 1 maja 1993), 4. stopień ochrony: decyzja KÚŽP w Trenczynie nr 2/2004 z 1 października 2004 r. (z datą obowiązywania od 1 listopada 2004 r.).

## Charakterystyka
Dolomitowo-wapienne wzgórze, zbudowane z utworów triasowych, zwieńczone rozległymi ruinami średniowiecznego zamku, tworzy wyraźny akcent w krajobrazie doliny Wagu. Występują na nim powierzchniowe i podziemne formy krasowe. Odlesione w przeszłości stoki wzgórza, zwłaszcza te o wystawie południowej i zachodniej, opanowała z czasem roślinność o charakterze rzadkiego lasostepu z licznym udziałem kserotermicznych i śródziemnomorskich gatunków roślin, wśród której znalazło się szereg gatunków rzadkich i chronionych.
Spośród pierwotnie rosnących tu gatunków drzew i krzewów zachowały się m.in. pojedyncze egzemplarze dębu omszonego, jesiona mannowego, głogów (w tym głogu odgiętodziałkowego), leszczyny, szakłaku pospolitego, berberysu. Godne uwagi są gatunki roślin zielnych, jak cieciorka szerokolistna, Fumana procumbens, czosnek żółty, czyściec prosty, jurinea miękka (Jurinea mollis (L.) Reichb.), goździk postrzępiony (Dianthus plumarius subsp. lumnitzeri (Wiesb.) Domin), dzwonek syberyjski, wężymord rakuski (Scorzonera austriaca Willd.). Na stanowiskach z głębszymi glebami, w porostach kostrzewy walezyjskiej, spotkamy też bylicę polną i pajęcznicę gałęzistą. Na łagodniejszych stokach rosną turzyca niska, ostnica powabna, sałata trwała, lucerna kolczastostrąkowa, sasanka zwyczajna (Pulsatilla vulgaris ssp. grandis) i in.
Zespoły te są siedliskiem wielu sucholubnych gatunków owadów, zwłaszcza motyli.

## Cel ochrony
Celem funkcjonowania rezerwatu jest ochrona cennych przyrodniczo terenów wzgórza zamkowego w Čachticach wraz z cenną florą i fauną owadów.